# ۶۶۳ (پیش از میلاد)
۶۶۳ (پیش از میلاد) ۶۶۳مین سال قبل از تقویم میلادی است.